# Țibănești (gmina)
Țibănești – gmina w Rumunii, w okręgu Jassy. Obejmuje miejscowości Glodenii Gândului, Griești, Jigoreni, Răsboieni, Recea, Tungujei, Țibănești i Vălenii. W 2011 roku liczyła 7119 mieszkańców.